# Pulau Buaya
Pulau Buaya is een bestuurslaag in het regentschap Alor van de provincie Oost-Nusa Tenggara, Indonesië. Pulau Buaya telt 1171 inwoners (volkstelling 2010).